# Venceremos
Venceremos är en ort i Mexiko.   Den ligger i kommunen Corregidora och delstaten Querétaro Arteaga, i den centrala delen av landet, 180 km nordväst om huvudstaden Mexico City. Venceremos ligger 1 896 meter över havet och antalet invånare är 15 538.
Terrängen runt Venceremos är kuperad österut, men västerut är den platt. Runt Venceremos är det tätbefolkat, med 849 invånare per kvadratkilometer. Närmaste större samhälle är Santiago de Querétaro, 4,3 km norr om Venceremos. Runt Venceremos är det i huvudsak tätbebyggt.